# Galbella khurdae
Galbella khurdae es una especie de escarabajo del género Galbella, familia Buprestidae. Fue descrita científicamente por Obenberger en 1924.